# 维克托·瓦西里耶维奇·阿法纳西耶夫
维克托·瓦西里耶维奇·阿法纳西耶夫（俄語：Виктор Васильевич Афанасьев，1947年5月17日—2020年2月1日），苏联及俄罗斯军乐家。俄罗斯联邦武装力量军乐团团长（1993年－2002年）。

## 生平
1947年生于苏联克拉斯诺达尔边疆区高加索斯卡亞區捷米日别克斯卡亚村。库班哥萨克族人。受祖母影响，从小爱好艺术。1962年父亲去世。后来毕业于克拉斯诺达尔音乐学校和斯塔夫罗波尔音乐学院指挥合唱系，参加合唱团演出。1967年至1972年，在莫斯科國立音樂學院军乐指挥系深造。1972年至1978年，任苏军驻德集群（捷克斯洛伐克）军乐队队长。1978年至1984年，任中亚军区军乐团团长。1979年至1981年，在阿拉木图音乐学院深造。1982年至1984年，在莫斯科國立音樂學院军乐指挥系任教。1984年至1987年，任波罗的海军区军乐团团长。1987年至1993年，任苏军驻德集群军乐团首席指挥。1993年至2002年，任俄罗斯联邦武装力量军乐团团长。1997年，授中将衔。2000年起，任莫斯科国立文化艺术大学指挥系主任。2009年至2010年，任校长。2020年2月1日在莫斯科去世，终年72岁。葬于联邦军人纪念公墓。